# Sychesia
Sychesia is een geslacht van vlinders van de familie spinneruilen (Erebidae), uit de onderfamilie Arctiinae.

## Soorten
- S. coccina Jordan, 1916
- S. dimidiata Jordan, 1916
- S. dryas Cramer, 1775
- S. erubescens Jordan, 1916
- S. hora Jordan, 1916
- S. melini Bryk, 1953
- S. naias Jordan, 1916
- S. omissus Rothschild, 1910
- S. pseudodryas Rothschild, 1909
- S. subtilis Butler, 1878
- S. terranea Rothschild, 1909